# سیارک ۳۹۳۳۶
سیارک ۳۹۳۳۶ (به انگلیسی: 39336 Mariacapria، نامگذاری:2002AA13) سی و نه هزار و سیصد و سی و ششمین سیارک کشف شده‌است که در ۱۱ ژانویه ۲۰۰۲ کشف شد.